# ویتولد ویلینسکی
ویتولد ویلینسکی (لهستانی: Witold Wieliński؛ زادهٔ ۲۶ ژوئن ۱۹۶۸) بازیگر اهل لهستان است.
از فیلم‌ها یا برنامه‌های تلویزیونی که وی در آن نقش داشته‌است، می‌توان به مفقودشدگان، باغ لوئیز، شمش‌سازان، موج جرم و جنایت، سال‌های شیرین، چهار شب با آنا، تاج پادشاهان، خانواده جایگزین، اجاره‌نشین‌ها، ۸۰ میلیون، رز کوچک، عروسی، عشق اول، پدر متیو، کارآگاهان جنایی و حوزه استحفاظی ۱۳ اشاره کرد.